# Heinz Steinmann
Heinz Steinmann (* 1. Februar 1938 in Essen; † 18. März 2023 in Achim) war ein deutscher Fußballspieler. Er gewann mit Schwarz-Weiß Essen 1959 den DFB-Pokal und mit Werder Bremen 1965 die deutsche Fußballmeisterschaft. Zwischen 1962 und 1965 kam er auch dreimal in der Nationalmannschaft zum Einsatz. Von 1963 bis 1971 absolvierte er in der Fußball-Bundesliga 214 Spiele für den 1. FC Saarbrücken und den SV Werder und erzielte dabei fünf Tore.

## Karriere
Heinz Steinmann spielte in der Regel rechter Läufer, in den späteren Jahren immer mehr auf der Stopper-Position. Er verkörperte über Jahre die Zuverlässigkeit in Person.

### 1956 bis 1963 – SW Essen
Heinz Steinmann begann in der Jugend von Wacker Steele in seiner Heimatstadt Essen mit dem Fußballspiel und wechselte 1951 an den Uhlenkrug zu Schwarz-Weiß Essen. Von 1956 bis 1963 spielte er mit Schwarz-Weiß Essen in der 2. Liga bzw. Oberliga West. Nach dem 2:1-Halbfinalsieg nach Verlängerung beim Hamburger SV am 12. Dezember 1959 gewann er mit seinen Mitspielern Hans Küppers, Theo Klöckner und Horst Trimhold am 27. Dezember in Kassel das Endspiel im DFB-Pokal 1958/59 gegen Borussia Neunkirchen mit 5:2 Toren. Nach diesem Erfolg erlebte er aber rasch den Misserfolg. Am Ende der Runde 1959/60 stieg SW Essen aus der Oberliga West ab. Die Mannen vom Uhlenkrug blieben aber zusammen und zogen nach der Runde 1960/61 wieder in die Oberliga ein. Der Angestellte bei der Ruhrkohle AG spielte dann bis 1963 mit SWE in dieser Liga. 

### 1962 bis 1965 – Nationalmannschaft
Im Jahre der Fußball-Weltmeisterschaft 1962 in Chile lud ihn der Bundestrainer Sepp Herberger zu verschiedenen Testspielen der Nationalmannschaft ein. Im April wurde er vom DFB in die 40er-Vorauswahl für das Turnier aufgenommen. Zu seinem ersten Länderspiel kam er jedoch erst nach dem WM-Turnier, am 24. Oktober in Stuttgart als Einwechselspieler für Willi Schulz. Es gelang ihm in der 82. Minute der Ausgleichstreffer zum 2:2-Unentschieden. Es folgten zwei weitere Einwechselungen im März 1965 gegen Italien (1:1) und Mai 1965 gegen England (0:1). In der Nationalmannschaft stand er in seinen besten Jahren zu Beginn hinter Willi Schulz und später hinter Franz Beckenbauer zurück. 
1962 spielte Steinmann auch in der Auswahl des Westdeutschen Fußballverbandes.

### 1963 bis 1964 – 1. FC Saarbrücken
Zu Beginn der Bundesliga 1963/64 wechselte er in das Saarland. Der 1. FC Saarbrücken setzte auf die Defensivkraft aus dem Westen und vermittelte ihm einen Job bei der Grubenverwaltung. Der deckungstreue Mittelfeldspieler zeigte zwar dann in allen 30 Spielen der Runde die erwartete zuverlässige Leistung, stand aber öfters ohne die nötige Unterstützung auf dem Platz. Am Ende der Runde stieg Saarbrücken aus der Bundesliga ab. Volker Danner, Dieter Krafczyk und Erich Maas konnten ebenso wie Heinz Steinmann durch Wechsel in der Bundesliga verbleiben.

### 1964 bis 1971 – Werder Bremen
Trainer Willi Multhaup holte den Essener 1964 nach Bremen zum SV Werder. Zusammen mit Josef Piontek, Horst-Dieter Höttges, Max Lorenz und Helmut Jagielski bildeten sie die beste Abwehr der Saison 1964/65. So wurde aus dem Zehnten der Saison 1963/64 im Jahre 1965 der Deutsche Fußballmeister. Durch die Vereinserfolge mit Werder Bremen rückte er 1965 wieder in das Visier des Bundestrainers. Helmut Schön berief ihn am 13. März gegen Italien und am 12. Mai gegen England jeweils als Einwechselspieler zu zwei weiteren Nationalmannschaftsspielen. Am Ende der Saison war er auch im Aufgebot, das im Juni zum Länderspiel nach Rio de Janeiro gegen Brasilien flog. Zum Einsatz im Spiel am 6. Juni kam er aber nicht. Vom DFB wurde er auch 1966 in den 40er-Kader für die Fußballweltmeisterschaft in England berufen. In der Runde 1967/68 konnte er zusammen mit Trainer Fritz Langner noch die Vizemeisterschaft in Bremen feiern. Mit dem Einsatz am 19. September 1970 beim Heimspiel gegen Hertha BSC beendete er seine aktive Spielerlaufbahn. 
Steinmann blieb mit Bremen verbunden. Bereits 1969 zog Steinmann, der zuletzt bei Jacobs Kaffee arbeitete, aus Bremen-Vahr nach Achim im Umland der Hansestadt, wo er mit seiner Frau bis zu seinem Ableben am 21. März 2023 lebte.

## Stationen
- 1956–1963 Schwarz-Weiß Essen, 2. Liga West/Oberliga West, 110 Spiele – 2 Tore, DFB-Pokalsieger 1959
- 1963–1964, 1. FC Saarbrücken, Bundesliga, 30 Spiele – 1 Tor
- 1964–1971, Werder Bremen, Bundesliga, 184 Spiele – 4 Tore, Deutscher Meister 1965